# 1857年メキシコ憲法
1857年のメキシコ合衆国連邦憲法（1857ねんのメキシコがっしゅうこくれんぽうけんぽう、スペイン語: Constitución Federal de los Estados Unidos Mexicanos de 1857）は、イグナシオ・コモンフォルトが大統領であった時期のメキシコで起草された自由主義的な憲法である。1857年2月5日に批准され、言論の自由、良心の自由、報道の自由、集会の自由、武装の自由といった個人の権利を確立した。また奴隷制度、債務者監獄、死刑などの酷刑の廃止を再確認した。この憲法は連邦制による弱い中央政府を保証するよう設計され、強い立法府、独立した司法府、独裁を防ぐための弱い行政府を設立した。
自由主義の思想によって憲法は個人の財産を強調し、先住民共同体やカトリック教会による財産所有を抑圧した。憲法の多くの条文は反カトリック教会的だった。たとえば教育の教理からの独立や、教会特権（フエロ）の剥奪、教会財産の強制的な売却などがそうである。保守派は新憲法の制定に強く反対し、メキシコ社会は分裂した。その結果レフォルマ戦争が勃発したが、戦況は自由主義派に有利に運んだ。保守派の政治家はハプスブルク家のマクシミリアンを招き、教会の支持を得てメキシコ第二帝政を開始した。ベニート・フアレスを指導者とする共和派はアメリカ合衆国に亡命政府を建てた。1867年にフランス人が追放されて保守派は敗北し、復活した共和制では再び1857年憲法のもとで統治された。
1857年憲法は1824年メキシコ憲法を置き換えるものとして制定され、メキシコ革命により1917年に現行の憲法に置き換えられて廃止された。

## 成立の経緯
1855年にアントニオ・ロペス・デ・サンタ・アナによる独裁を倒した後、自由主義者は自らのイデオロギーを新法律の形で実現しようとした。フアン・アルバレス大統領は10月16日に議会を招集し、本部をドローレス・イダルゴに置いて自由主義を実現する新憲法の草案の作成をはじめた。翌年、イグナシオ・コモンフォルト大統領のもとで本部はメキシコシティに移された。
議会には2つの主要な派閥があった。主要なメンバーは穏健的自由主義者(liberales moderados)で、1824年メキシコ憲法を多少の変更を加えた上で復活させようと計画した。それに反対したのが純自由主義者(liberales puros)で、完全に新しい憲法を作ろうとした。両派の激論は1年以上続いた。
コモンフォルト大統領は穏健派に加担し、穏健派側を支持して介入した。行政の反対を受け、かつ少数派であったにもかかわらず、純自由主義派は自らの提案を新憲法に盛り込むことに成功した。それは聖職者の共同体による資産の購入の禁止、公職からの聖職者の追放、教会および軍の特権（フエロ）の廃止（フアレス法）、信教の自由である。
これらの改革はカトリック教会の利益に反していた。議会の会期中、自由主義者に対する強力な反対派である保守派(conservadores)の支持を得て、サカポアシュトラとプエブラで聖職者側の武装蜂起が起きた。コモンフォルト大統領は連邦軍を派遣して反乱を鎮圧した。
憲法は1857年2月5日に公布されたが、教会側は憲法に忠誠を宣誓する者は破門すると脅した。

## 内容
1857年憲法は8章128条から構成され、その内容は1824年憲法と類似していた。両者はともに連邦制と代表共和制が実現され、メキシコは23の州、1つの直轄地、および連邦区から構成されるものとした。憲法は各州を政治的にムニシピオに分け、ムニシピオの自治を支持した。主要な条文には以下のものがある。
- 第2条: 奴隷制の廃止。奴隷制は1829年、ビセンテ・ゲレロ大統領の時代に廃止されていた[9]。
- 第3条: 教理や宗教の制限を受けない自由な教育。
- 第5条: 職業選択の自由。
- 第7条: 言論の自由。
- 第10条: 武器所有の自由。
- 第12条: 爵位は認められない。
- 第13条: 個人、機関の特権および特殊裁判所の禁止。（フアレス法）
- 第22条: 刑罰として身体の切断、焼印、鞭打ち、棒による打撲、任意の種類の拷問、極端な罰金や財産の差し押さえを禁止する。
- 第23条: 政治犯に対する死刑の廃止。ただし1869年4月12日の法で国家反逆者に対する処刑を認めるように修正された[10]。
- 第27条: 一般市民および聖職者の団体が不動産を獲得または管理することを禁止する。ただし団体の目的のために使用する建物を除く。（レルド法）
- 第30条: メキシコ国籍の定義。
- 第31条: メキシコ国民の義務。
- 第36条: 市民の義務。
- 第39条: 国家主権は国民に由来する。
- 第50条: 行政、立法、司法の三権分立。
- 第124条: 国内に関税の検問所を置くことを禁止する。
- 第128条: 憲法の不可侵。

憲法には、上記の人権を保護するための個人の保証と法的手続き（アンパロとして知られる）に関する1章が含まれる。これはもともとユカタン共和国の憲法で作られたものだった。
1824年憲法では代議院と元老院の両院制を採用していた。1857年憲法でははじめ元老院を除いて代議院だけの一院制としたが、1875年に元老院が復活した。

## 連邦
1824年憲法では19の州が定められたが、1830年にソノラ州とシナロア州が分離した。コアウイラ・イ・テハス州からはテハス（テキサス）が1836年に独立し、残ったコアウイラはヌエボ・レオン州と併合した（1864年に再び分かれた）。1849年にはメヒコ州・プエブラ州・ミチョアカン州の太平洋岸に新たにゲレーロ州が成立した。新憲法はまたサカテカス州から分かれたアグアスカリエンテス州を公式に認めた。
1824年憲法の5つの直轄地のうちアルタ・カリフォルニアとサンタフェ・デ・ヌエボ・メヒコは米墨戦争で失われ、コリマとトラスカラは新憲法で州に昇格した。
この結果、1857年憲法ではメキシコは23の州、1つの直轄地（バハ・カリフォルニア）、およびメキシコシティ連邦区から構成されることになった。

## その後
1856年12月、ローマ教皇ピウス9世は新憲法を非難し、フアレス法とレルド法を批判した。1857年3月、大司教ホセ・ラサロ・デ・ラ・ガルサ・イ・ベジャステロスは憲法に忠誠を誓うカトリック教徒は破門すると述べた。
法務大臣エセキエル・モンテスは聖座において国務枢機卿と会見した。教皇はフアレス法とレルド法を承認したが、聖職者が政治的権利を得ることができるように要求した。この交渉はコモンフォルト大統領の辞任によって中断された。
保守派はクーデターを計画した。保守派の将軍フェリックス・マリア・スロアガは憲法の廃止と新しい議会の招集を求めるタクバヤ綱領 (Plan of Tacubaya) を1857年12月17日に公布した。クーデター中に内閣の何人かの大臣が辞任し、国家最高司法裁判所の首席裁判官であったベニート・フアレス、および連邦議会議長のイシドロ・オルベラは逮捕された。
12月19日、コモンフォルト大統領はタクバヤ綱領に従った。しかしベラクルス州が保守派から自由主義者側に移ったことはコモンフォルトにとって打撃になった。コモンフォルトはやむを得ず純自由主義者に接近し、フアレス他の政治犯を釈放した。1858年1月11日にコモンフォルトは大統領を辞任し、2月7日にアメリカ合衆国に亡命した。1月21日に国家最高司法裁判所の首席であるフアレスがメキシコ大統領に就任した。
保守派は憲法も自由主義者による政府も認めず、スロアガはメキシコシティに保守派の政府を建て、5つの法 (es:Cinco Leyes) を公布して自由主義的改革を廃止した。自由主義者は政府をグアナフアトに移さざるを得なかった。対立する2つの政府は軍事衝突し、レフォルマ戦争と呼ばれる内戦に発達した。自由主義者が戦争に勝利した後、フアレス大統領はベラクルスで制定されたレフォルマ法を1857年憲法に追加した。1861年1月に自由主義者がメキシコシティに戻るまでの内戦の間、新憲法は実効を伴わなかった。1862年、フランス・メキシコ戦争とそれに続くメキシコ第二帝政によって憲法は停止された。1867年に自由主義者と共和国軍は帝政を打倒して共和制を復活させ、1857年憲法を実行に移した。